# MKB Bank
MKB Bank – węgierski bank komercyjny założony w 1950 roku. Siedziba banku mieści się w Budapeszcie.
W 1994 roku MTB Bank został sprywatyzowany i sprzedany niemieckiemu bankowi BayernLB. Była to pierwsza prywatyzacja w węgierskim systemie bankowym po transformacji politycznej w 1989 roku. W 2014 r. Węgry odkupiły bank od BayernLB.